# Azad Rahimov
Pour les articles homonymes, voir Rahimov.
Azad Arif oglu Rahimov (azéri : Azad Arif oğlu Rəhimov), né le 8 octobre 1964 à Bakou et mort le 30 avril 2021 à New York,, est un homme politique et dirigeant sportif azerbaïdjanais.
Il est ministre de la Jeunesse et des Sports de 2006 à sa mort. Vice-président du Comité national olympique d'Azerbaïdjan, il est l'un des personnages clés de l'organisation des Jeux européens de 2015 à Bakou.

## Biographie
Rahimov est né le 8 octobre 1964 à Bakou, en Azerbaïdjan. Il est diplômé en 1981 de l'école n ° 134 de Bakou et en 1986 de l'Université des langues d'Azerbaïdjan avec un diplôme en langue anglaise. En 1984, il a commencé à travailler comme président du Komsomol à l'école n ° 245 de Bakou. De juin 1986 à novembre 1987, il a servi dans l'armée soviétique et a été stationné à Moscou. En 1987–1989, Rahimov a travaillé dans le comité de rayon de Khatai et en 1989–1990, il a été président du comité d'organisation de la jeunesse d'Azerbaïdjan. En 1994–1998, il a travaillé comme directeur exécutif de la société Ros-IMESKO. De 1998 au 7 février 2006, Rahimov était le directeur exécutif de la société Italdesign.
Il est décédé le 30 avril des suites d'un cancer du poumon et d'une cirrhose du foie.

## Vie privée
Il était marié et avait un enfant.